# Landgrove
Landgrove es un pueblo ubicado en el condado de Bennington en el estado estadounidense de Vermont. En el año 2010 tenía una población de 158 habitantes y una densidad poblacional de 98,18 personas por km².

## Geografía
Landgrove se encuentra ubicado en las coordenadas 43°15′45″N 72°51′18″O / 43.26250, -72.85500.

## Demografía
Según la Oficina del Censo en 2000 los ingresos medios por hogar en la localidad eran de $38,750 y los ingresos medios por familia eran $55,625. Los hombres tenían unos ingresos medios de $71,250 frente a los $31,250 para las mujeres. La renta per cápita para la localidad era de $34,929. Alrededor del 15.7% de la población estaba por debajo del umbral de pobreza.